# Rodrigo Guedes de Carvalho
Rodrigo Manuel Rocha Guedes de Carvalho (Porto, 14 de novembro de 1963) é um jornalista e romancista português. Apresenta  o noticiário Jornal da Noite, emitido pela emissora portuguesa SIC.

## Vida
Rodrigo Guedes de Carvalho nasceu a 14 de novembro de 1963, no Porto. É filho do médico Rodrigo Jorge Ferreira Guedes de Carvalho (10 de Outubro de 1943) e de sua mulher Laura Maria Lemos Carvalho Rocha (Matosinhos, Matosinhos). É sobrinho-neto do actor e encenador João Guedes e primo-sobrinho da actriz Paula Guedes.
Na adolescência jogou futebol: nas épocas de 1978/79 e 1979/80 jogou como médio ao serviço dos juvenis do FC da Foz, e na época de 1980/81 jogou como médio nos juvenis do Leixões SC. Também jogou râguebi na adolescência.
É Licenciado em Comunicação Social na Universidade Nova de Lisboa.

## Carreira
Entrou para o centro de formação da RTP onde teve como colegas nomes como Cândida Pinto, Márcia Rodrigues e Margarida Pinto Correia. Profissionalizou-se na RTP onde começou por trabalhar no desporto, apresentando as notícias desportivas no Telejornal. Nessa altura fez uma pequena aparição na telenovela Palavras Cruzadas, na RTP, em 1986.
Em 1991 surge o convite de Emídio Rangel para ir para a SIC que se iria tornar a primeira televisão privada em Portugal.
Em 1992 estreou-se na escrita, com o romance Daqui a Nada, vencedor do Prémio Jovens Talentos da ONU .
Em 1997 recebeu o Prémio Especial do Júri do Festival Internacional de Grandes Reportagens e Documentários (FIGRA), em França, pela reportagem de televisão A condição humana, sobre urgências hospitalares.
Escreve o argumento da curta-metragem O Ralo, de 1999, co-realizada pelo seu irmão Tiago Guedes e por Frederico Serra. Continua a colaborar com a dupla no telefilme Alta Fidelidade da SIC. Escreve a peça de teatro Os pés no arame. A peça, encenada por Isabel Abreu, estreou pela primeira vez a 9 de Maio de 2002, na sala polivalente do Hospital Júlio de Matos.
O livro Daqui a Nada foi reeditado pela Publicações Dom Quixote, em 2005. Nesse ano lançou também o best-seller A Casa Quieta. Assinou o argumento da longa-metragem Coisa Ruim, de Tiago Guedes e Frederico Serra, que mereceu honras de Abertura Oficial do Fantasporto 2006.
Lança os romances Mulher de Branco em 2006 e Canário em 2007. Em 2010 recebeu o prémio de melhor argumento, nos prémios CinEuphoria, para Entre os Dedos. Aparece num pequeno papel, como juiz, no telefilme Noite Sangrenta''.
Em 2015 escreveu a letra e a música de Cansada, o hino da associação APAV. O poema sobre violência doméstica foi cantado por Aldina Duarte, Ana Bacalhau, Cuca Roseta, Gisela João, Manuela Azevedo, Marta Hugon, Rita Redshoes e Selma Uamusse.
A peça Os pés no arame é encenada em 2016. Ainda em  2016 recebeu uma estrela em sua homenagem no Muro da Fama - Nirvana Studios . Em 2017, depois de 10 anos de pausa, regressa aos romances com a edição do livro Pianista de Hotel.

## Prémios
Troféus de Televisão TV 7 Dias/Impala
| Ano  | Prémio                               | Resultado |
| ---- | ------------------------------------ | --------- |
| 2020 | Informação - Jornalista/Apresentador | Venceu    |
| 2021 | Informação - Jornalista/Apresentador | Indicado  |